# Анна Павлівна Романова
Анна Павлівна Романова-Гольштейн-Готторп (рос. Анна Павловна Романова), також Анна Павлівна Російська (рос. Анна Павловна Российская), широко відома як Анна Павлівна (рос. Анна Павловна), (нар. 7 (18) січня 1795 — пом. 1 (13) березня 1865) — королева-консорт Нідерландів та велика герцогиня-консорт Люксембургу у 1840—1849 роках, уроджена велика княжна Російської імперії з дому Романових-Гольштейн-Готторп, донька імператора Російської імперії Павла I та вюртемберзької принцеси Софії Доротеї, дружина короля Нідерландів Віллема II, матір короля Нідерландів Віллема III.

## Біографія

### Дитинство та юність
Народилась 18 січня 1795 року у Гатчинському палаці. Була восьмою дитиною та шостою донькою великого князя Російської імперії Павла Петровича та його другої дружини Софії Доротеї Вюртемберзької, яка після прийняття православ'я взяла ім'я Марія Федорівна. Катерина II прокоментувала народження онуки фразою: «Багато дівчат, всіх заміж не видадеш». Своє ім'я новонароджена отримала на честь прабабки Анни Петрівни, старшої доньки імператора Петра I. Мала старших братів Олександра та Костянтина й сестер Олександру, Олену, Марію, Катерину та Ольгу, яка пішла з життя за кілька днів після її народження. Протягом наступних трьох років у неї з'явилися молодші брати Микола та Михайло.

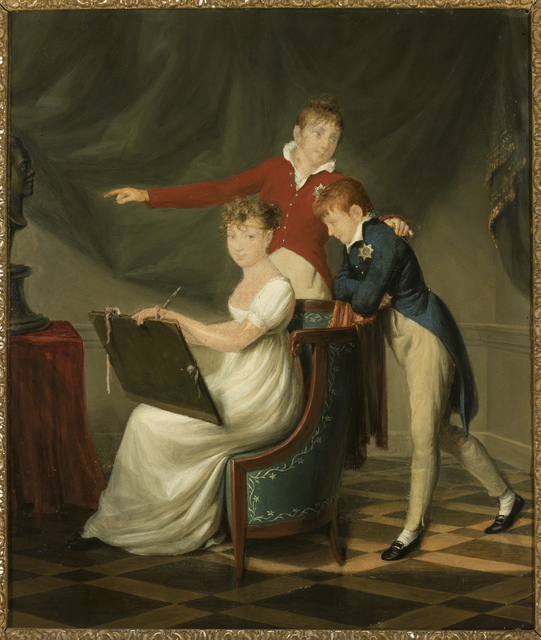
Анна з молодшими братами на портреті пензя Ф. Фер'єра, 1806

У листопаді 1796 року батько обійняв престол Російської імперії під іменем Павла I. У жовтні 1799 року сестри Олександра та Олена вийшли заміж та залишили Росію. Виховувалася Анна разом із сестрами Марією та Катериною. Освітою дівчинки займалася баронеса Шарлотта Лівен. Вивчалися іноземні мови, історія, математика, природничі науки, музика та живопис. Мешкала родина у палацах Гатчини, Павловська, Царського Села, Петергофу та Санкт-Петербургу. Батько до молодших дітей ставився з великою теплотою, яку вони згадували протягом життя.
Коли Анні було 5 років, Павла I було вбито у Петербурзі в ході змови. Імператором став її брат Олександр. Марія Федорівна залишила столицю й надалі мешкала з Анною та молодшими синами у Павловську, Гатчині та Царському Селі.
На знак близькості діти заснували особливий союз «Тріопатія» і прийняли туди матір. Всі вони носили особливі кільця на пальцях. Гувернанткою Анни стала швейцарка Луїза де Сібур. Велика княжна вільно володіла російською, німецькою та французькою мовами, отримувала уроки математики та фізики. Мала здібності до рукоділля та живопису. Уроки живопису брала в Ореста Кіпренського. Для релаксації вишивала історичні сюжети. У Павловському палаці висіли її картини та був цілий ряд вишитих нею стільців. Її дитячі малюнки також збереглися, демонструючи зрілість і майстерність юної авторки.

У 1809 році імператор Наполеон, прагнучи породичатися з російською імператорською родиною, збирався просити руки однієї з великих княжон. Катерина поспіхом була видана заміж за Георга Ольденбурзького. Анна надалі вела з нею інтенсивне листування. Марія ще у 1804 році стала дружиною спадкоємного принца Карла Фрідріха Саксен-Веймар-Эйзенахського. Тож, 22 листопада, через свого посла Армана де Коленкура, Бонапарт просив руки Анни.

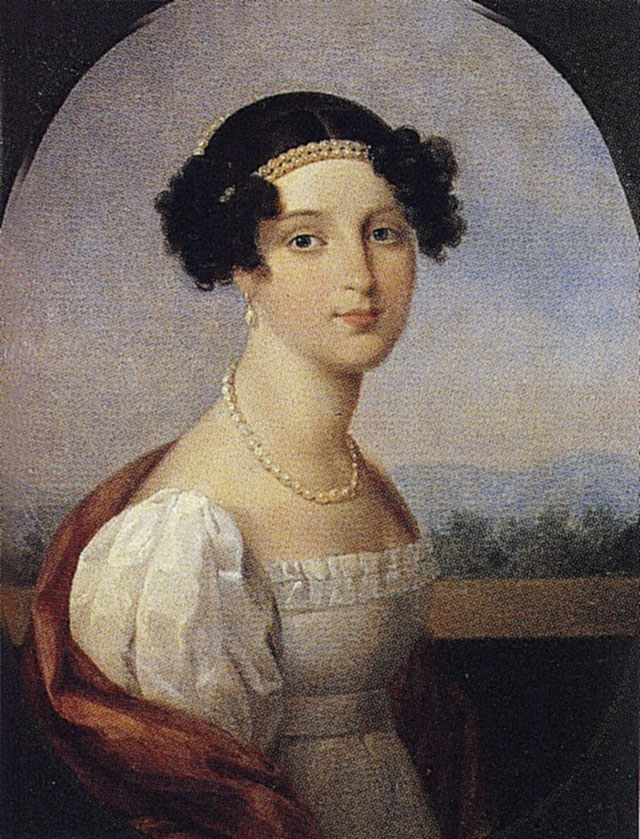
Портрет Анни Павлівни пензля Ж. А. Беннера

Посол у листах до міністра іноземних справ Франції писав, що Анна є високою на зріст для свого віку і розвиненіша, ніж зазвичай буває в Росії, цілком сформована фізично ось уже цілих п'ять місяців, має прекрасні очі, ніжний вираз обличчя, люб'язну та приємну зовнішність, і хоча не є красунею, але погляд її сповнений доброти; подібно братам, походить на матір й у майбутньому успадкує її ходу та форми. Характер дівчини називав тихим і скромним. Зазначав, що доброті в ній віддають перевагу перед розумом, але як усі великі княжни, вона є прекрасно вихованою й освіченою, а також вже вміє тримати себе, як личить принцесі, володіє тактом і впевненістю, необхідними при дворі.
Переговори не мали позитивного результату, і 4 лютого 1810 року імператор Олександр повідомив Коленкура, що, з огляду на молодість Анни, імператриця Марія Федорівна не може погодитися на шлюб раніше, як через два роки, що було рівносильно відмові у ввічливій формі. Вже 1 квітня 1810 року Бонапарт повінчався з ерцгерцогинею Марією-Луїзою Австрійською. У червні 1812 року він почав війну з Росією. Після взяття французами Москви у вересні, у Петербурзі, де перебувала царська родина, вирували панічні настрої. Марія Федорівна періодично наказувала вкладати речі для відбуття в далекі губернії, від чого її кожного разу відмовляли. Втім, вже у грудні залишки французької армії залишили Росію.
Іншими потенційними нареченими для великої княжни були король Пруссії Фрідріх-Вільгельм III, проти кандидатури якого виступила її сестра Катерина, та, у 1814 році, французький принц Шарль-Фердинанд Беррійський з дому Бурбонів, шлюб із яким вимагав прийняття католицизму. Претендентами на її руку також виступали британський герцог Кларенс та австрійський ерцгерцог Фердинанд.
Зрештою, Олександр I запропонував шлюб із принцом Оранським, як символ альянсу, створеного після Віденського конгресу. Принц вважався героєм Ватерлоо та мав давні товариські відносини з імператором Росії, був красивим й освіченим. У 1814 році він мав узяти шлюб із Шарлоттою Уельською, однак та розірвала заручини. 20 грудня 1815 року він прибув до Петербургу. 28 січня відбулися його з Анною заручини.

### Шлюбне життя

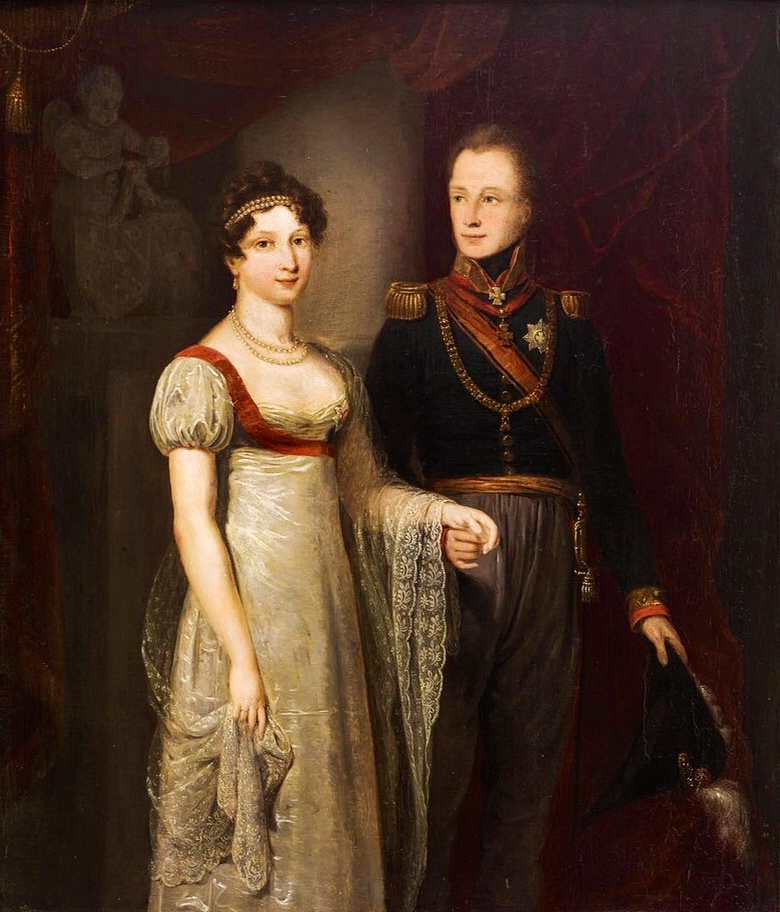
Анна та Віллем на портреті Я. В. Пінемана, 1816

У віці 21 року Анна взяла шлюб із 23-річним спадкоємним принцом Об'єднаного королівства Нідерландів Віллемом Оранським. Вінчання за православним звичаєм пройшло у Павільйоні Роз у Павловську, де вінці над головами наречених тримали її молодші брати, за протестантським — відбулося 9 (21) лютого 1816 року у каплиці Зимового палацу Санкт-Петербургу. Весільна сукня нареченої була прикрашена дорогоцінним камінням, а її шлейф був настільки важким, що його несли п'ятеро осіб. Після закінчення церемонії гості перейшли до Великої Мармурової зали, де був накритий весільний стіл. По всіх церквах відправлялися подячні молебни, скрізь лунав колокольний дзвін, столиця була ілюмінована. Маніфест про одруження оголосили 29 лютого 1816 року в Ярославському Спаському монастирі.
Після взяття шлюбу Анна зберегла православну віру. Чоловікові вона принесла посаг в 1 мільйон рублів. Щорічно отримувала гроші з фонду, створеного її батьком, на додачу матір кожного року виплачувала їй 10 000 рублів. Повний опис приданого великої княжни склав сорок шість сторінок. Його у 100 великих скринях відправили до Амстердаму морем на кораблі «Принц Блюхер». Марія Федорівна особисто стежила як збирали рундуки. Там були меблі, одяг, оббивка для стін, шпалери, посуд, картини та інші речі, що мали зробити життя принцеси більш звичним на новій батьківщині. Коли ж Віллем побачив кількість приданого, то написав додому: «Дорогий тато, якщо Анна візьме всі свої речі, наші маленькі палаци не зможуть їх вмістити».
До середини червня молодята мешкали у Петербурзі та Павловську. Весь цей час для них влаштовувалися обіди, бали, гуляння та різноманітні розваги. Із чоловіком Анна спілкувалася французькою мовою. Разом вони відвідали Троїце-Сергієву лавру. 6 червня було влаштоване фінальне святкування, на якому виступали хори росіян та фламандців, були влаштовані танці та зображення живих картин, а також прочитаний вірш Олександра Пушкіна «Принцу Оранському».
10 червня, відвідавши Казанський собор, подружжя відбуло каретою до Нідерландів. Анна по від'їзді була проголошена почесним любителем Імператорської Академії мистецтв. З Росії вони через Нарву вирушили до Берліну, де Анна познайомилася зі свекрухою Вільгельміною. Через Нассау прибули до Нідерландів. На землю нової батьківщини Анна ступила 22 серпня. В той час вона вже була вагітною первістком.
4 вересня пара урочисто в'їхала до Гааги, невдовзі — до Амстердаму, а у жовтні — до Брюсселя. Принцеса мала культурний шок, бо в Нідерландах всі відстані виявилися набагато меншими, ніж у Росії. Оселилося подружжя у палаці Хугетан на вулиці Ланге Форхаут в Гаазі, збудованому у XVIII сторіччі для доньки банкіра. Згодом переїхали до палацу Кнеутердейк, однак більшу частину часу проводили в Брюсселі. З одного боку, Анні подобалося це місто, яке нагадувало їй Санкт-Петербург, з іншого — через складні відносини її чоловіка з батьком-королем. У лютому 1817 року в Брюсселі Анна народила первістка. На честь цього Віллем подарував дружині будинок Петра I в Зандамі. Цей жест вона дуже високо оцінила. Згодом, турбуючись про стару будівлю, веліла звести для неї охороняючий кам'яний футляр.
Всього у подружжя було п'ятеро дітей. Всі вони виховувалися у вірі батька. Віллем прагнув дати їм освіту у громадських закладах, однак Анна цю ідею не підтримувала. Принц також вважав, що фізичні вправи для дітей є дуже важливими, і хлопці багато часу проводили на свіжому повітрі. Він брав активну участь у їх вихованні, вчив читати і сам давав їм уроки географії. На думку подружжя, король Віллем I надто втручався у виховання малих спадкоємців. Наприклад, він був проти вакцинації старшого онука проти віспи. Анна вважала таку поведінку тиранією, на що жалілася в листах до матері.
Літо сімейство проводило у палацах Тервурен та Сустдейк. В усіх місцях, де мешкала Анна, були збудовані православні каплиці. Активно листувалася з російськими родичами. Ревно вивчала нідерландську мову, якою, зрештою, оволоділа краще, ніж її чоловік, літературу, історію, місцеві звичаї та порядки. Повага до них здобула їй любов і відданість підданих.

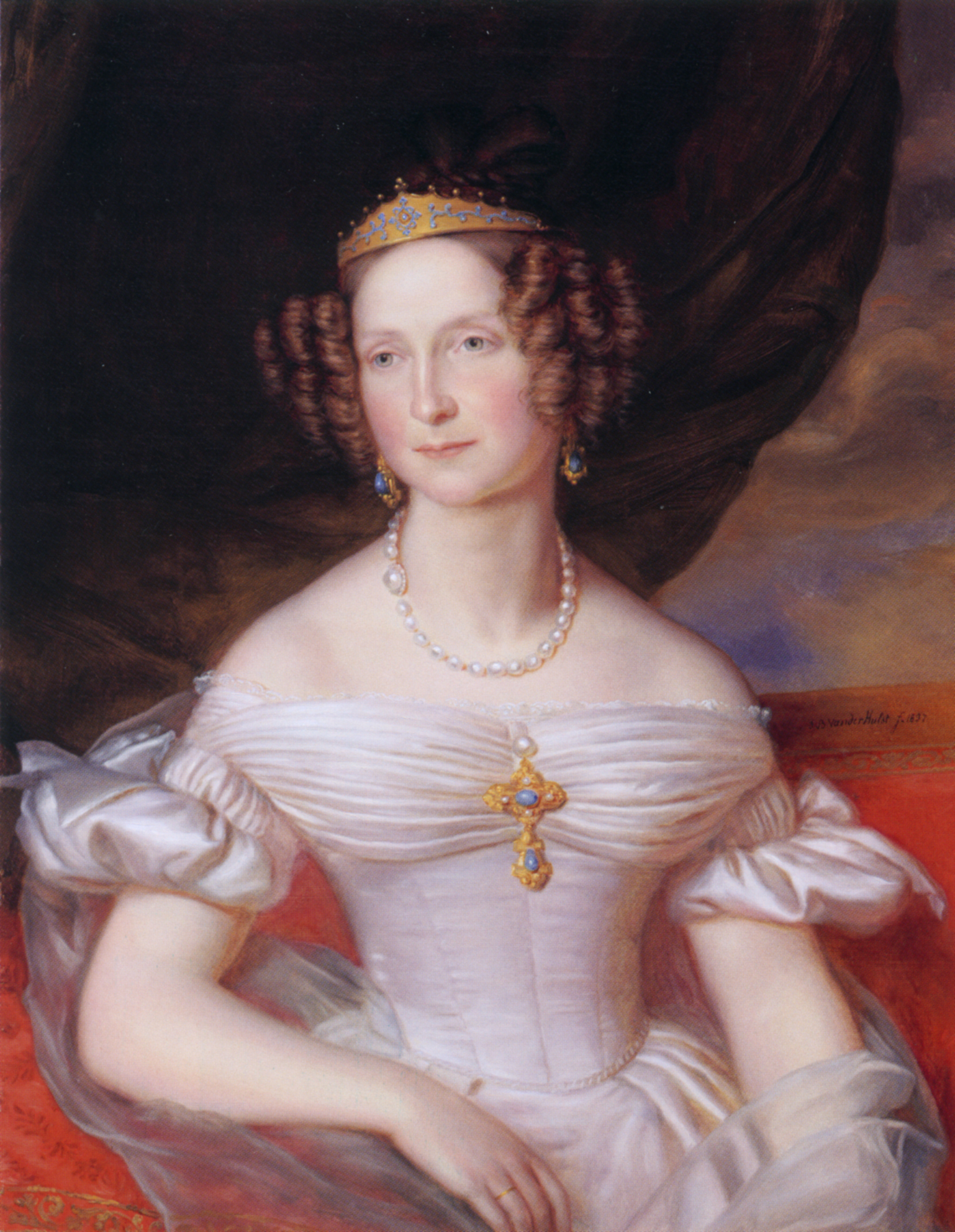
Портрет Анни Павлівни пензля Я. Б. ван дер Хальста, 1837

Втім, придворні вважали, що в неї важкий характер. Принцесу вражала близькість королівського дому до народу та невелика класова різниця, чого не було в Росії. Король розмовляв зі своїм персоналом, підтримував контакти з низьким дворянством і навіть зі звичайними громадянами. Їй було важко звикнути до того, що люди запросто підходять до неї. Вона ставила себе дуже високо і робила речі, які в Нідерландах здавалися дивними. Наприклад, кидала на підлогу використані носовички, які мали підбирати фрейліни, або в палаці Гет-Лоо, якщо їй здавалося, що йти занадто далеко, її повинні були нести на паланкіні. Незвичним для голландців було також її ставлення до гігієни: принцеса мала манеру приймати по черзі гарячі та крижані ванни.
Із чоловіком в Анни склалися дружні стосунки, їх також поєднувала любов до живопису, однак Анна вважала себе вищою за походженням, оскільки народилася в сім'ї імператора. Втім, Віллем захоплювався Росією і ласкаво кликав дружину Анінька.
У 1820 році їхня резиденція в Брюсселі вщент згоріла, самі вони ледве врятувалися. Була знищена більшість речей, які велика княжна привезла з Росії. Марія Федорівна розпорядилася вислати доньці сімейні портрети, книги, коштовності та одяг. У 1823 році почалося будівництво нового палацу. Наступного року подружжя здійснило візит до Росії, який тривав майже рік. Восени 1825 року вони повернулися до Нідерландів, а у грудні Анна дізналася про смерть брата-імператора в Таганрозі. Наступним імператором Росії став її брат Микола.
У 1828 році подружжя в'їхало до нового палацу у Брюсселі, а наступного року звідти відбулася крадіжка російських коштовностей. Анна звинувачувала чоловіка у недбальстві, однак, подейкували, що він просто подарував прикраси коханкам. До 1843 року пара жила переважно роздільно.
У серпні 1830 року почалася Бельгійська революція, внаслідок якої Бельгія відділилася від Об'єднаного Королівства Нідерландів, ставши суверенною державою. Представники Оранської династії були змушені виїхати за її межі. Анна Павлівна залишила Брюссель 27 жовтня 1830 року. В цей час вона звернулася до московського митрополита Філарета з проханням, аби насельники Троїце-Сергієвої Лаври молилися за неї та її чоловіка. Для воїнів, поранених в боротьбі за старовинні права Нідерландів, у 1831 році вона заснувала за власний кошт шпиталь Віллема та інвалідний будинок, який часто відвідувала. Намагалася також згладити розбіжності між чоловіком та його батьком.
У 1832 році заснувала школу, в якій бідні жінки і дівчатка навчалися шиттю. У 1833 році із чоловіком навідала Росію, на цей раз разом зі старшим сином. У 1839 році подружжя В Гаазі відвідав Жуковський Василь Андрійович, який згодом продовжив листування з принцесою Оранською.

### Королева Нідерландів

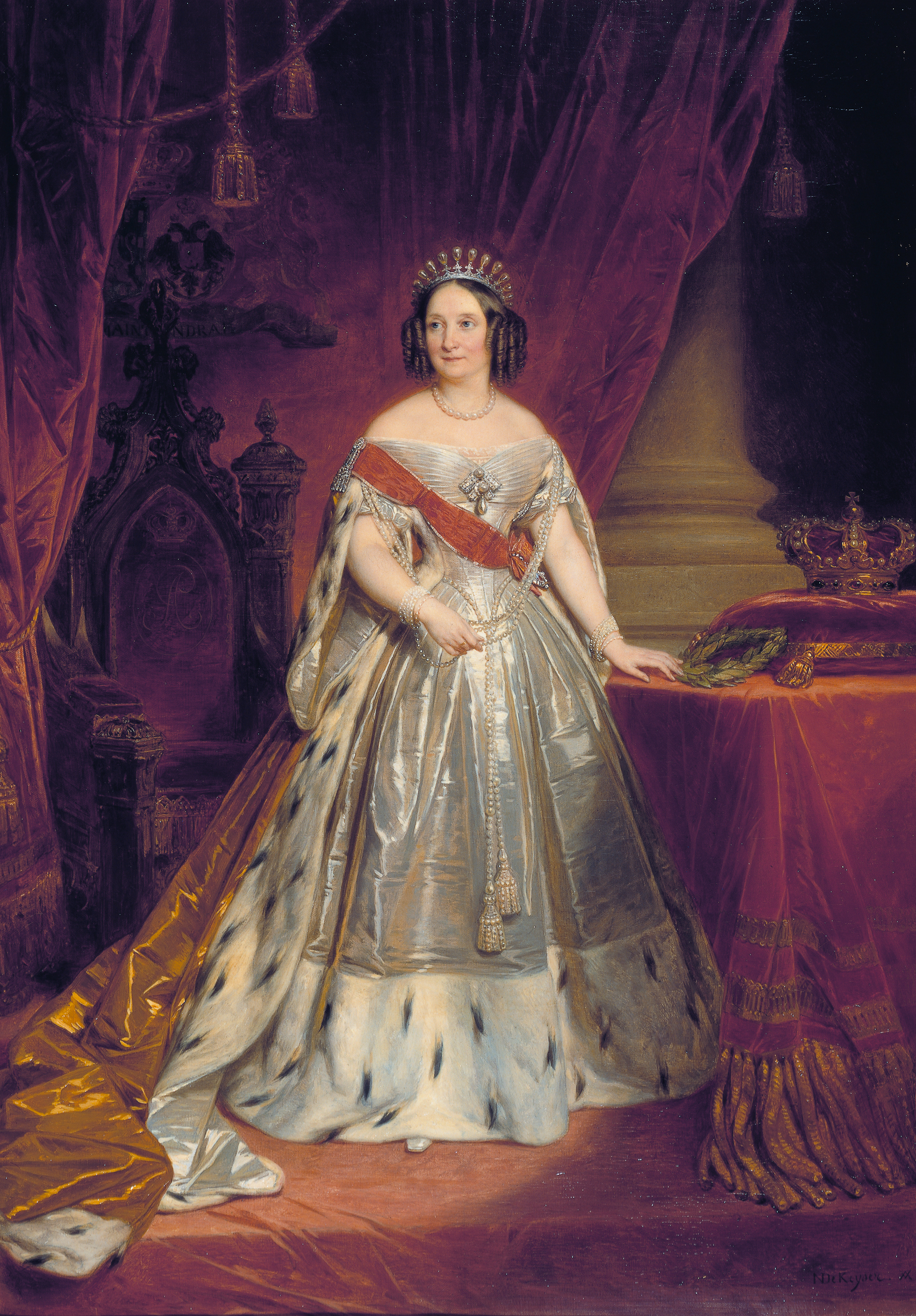
Портрет королеви Анни пензля Н. де Кейзера, 1849

У жовтні 1840 року Віллем I зрікся престолу на користь сина та виїхав до Німеччини, де одружився з графинею д'Утремон. Чоловік Анни став королем Нідерландів, а сама вона — королевою-консортом. Коронація пари відбулася 28 листопада 1840 в Новій церкві Амстердаму. На королеві була сукня з вільним рукавом, як носили при російському дворі, та діадема-кокошник. До міста подружжя доїхало на відкритих каретах. Церемонію Анна детально змалювала у листі до брата Миколи.
Відносини зі зрікшимся королем були напруженими. Влітку 1842 року для примирення монарше подружжя зустрічалося з Віллемом та його другою дружиною в палаці Гет-Лоо.
В ролі королеви Анна почувала себе природно. Незважаючи на гордовитість, вона брала активну участь у житті нідерландського суспільства, хоча й залишалася досить далекою від широкої громадськості. Спокійно та з задоволенням виконувала представницькі обов'язки, полюбляла красиво вдягатися та слідкувати за етикетом. Через своє високе походження підтримувала суворість протоколу та урочистий церемоніал. Одного разу, під час сварки з камергером, заявила, що є великою честю для такої країни як Нідерланди, що російська велика княжна погодилася стати їхньою королевою. Мала великий вплив на двір, який за часів Віллема II, був відомий своєю пишністю. Влаштовувала розкішні прийоми та бали, які були популярними у столиці. Сучасниками змальовувалася як некрасива, але велична жінка, трохи бліда, з приємним голосом та виразними очима, яка мала «російський темперамент»: могла емоційно реагувати і бути дуже нелогічною. З іншого боку, її також описували як розумну, релігійну, чуттєву жінку, віддану своїй родині.
Багато дбала про заснування навчально-виховних закладів для дітей з бідних сімей; під її заступництвом було засновано до 50 таких освітніх притулків. В належному стані вона підтримувала їх за власний рахунок. Збирала документи про зв'язки Нідерландів і Росії. Переважно це виявилися копії з донесень голландських резидентів, які відвідували Росію з 1615 по 1780 роки. У 1843 році папери були переправлені до Петербургу та поміщені до музею. Значна частина цих документів, написаних старовинною голландською мовою, була забезпечена перекладами, які здійснив секретар російського посольства в Гаазі Бек.
Заснувала хор російських хлопчиків, які мали носити московське вбрання. Про Анну казали, що вона продовжує бути більше великою княжною, ніж королевою Нідерландів. Популярною ніколи не була, але і не прагнула. Бажала аби її поважали за її почуття обов'язку та бездоганний спосіб життя, що їй і вдалося.
У 1846 році, у супроводі улюбленого сина Александра, здійснила подорож Італією, відвідала Рим та Геную. У листопаді 1847 року Александр від'їхав на Мадейру, де у лютому наступного року помер від сухот.
В політику не втручалася, однак була добре проінформована про стан державних справ як у Нідерландах, так і в Європі, про що свідчить її листування. Щоденники її камергера додають, що королева мала чіткі погляди у політиці. У 1847 році, аби полегшити населенню тягар неврожаю, Анна переконала чоловіка зробити деякі зміни в податковому законодавстві та Конституції.
На початку 1849 року її чоловік захворів і у березні помер від зупинки серця у віці 56 років. Наступним королем став їхній син Віллем III.

### Останні роки

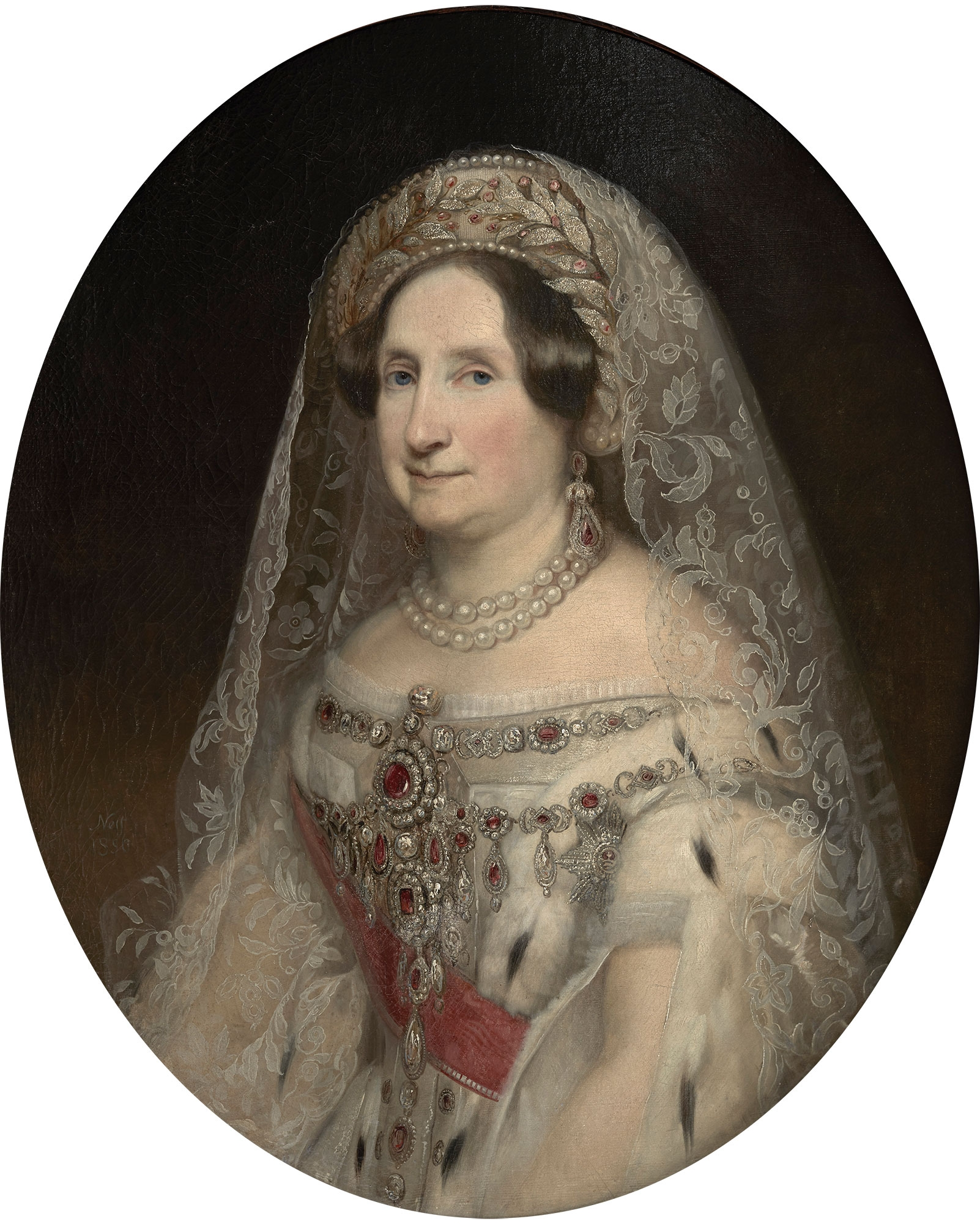
Портрет Анни Павлівни пензля К. Т. фон Неффа, 1856

Після смерті чоловіка Анна Павлівна переселилася у віллу Бошлюст в Гаазі, де раніше мешкав їхній син Александр. Віллем помер, залишивши багато боргів. Більшу частину з них королеві вдалося викупити за рахунок виручки від продажу частини своїх російських володінь та щорічного утримання. Для погашення решти вона влаштувала продаж колекції живопису короля з аукціону. Імператор Росії Микола I викупив 13 картин, більшість з яких наразі знаходиться в Ермітажі.
Згодом переселилася до Амстердаму, а звідти —до замку Бел'юн у Гелдерланді, який належав камергеру її сина-монарха, Й. Ф. Харбенбруку. Той у 1849 році надав королеві будівлю для тимчасового проживання. Після цього повернулася до Гааги, де зазвичай половину року мешкала в палаці Байтенруст, проводячи літо в Сустдейку. Також навідувала свої маєтки. В державні справи не втручалася. Давала обіди для королівської сім'ї та дипломатичного корпусу. Сприяла збереженню пам'яті про Віллема II. Стежила за літературою, мистецтвом і наукою. Багато читала, їй присилали всі російські книги, знайдені в країні. Поблизу свого палацу заснувала школу-притулок. Подібні заклади створювала по всій країні. Під час Кримської війни власним коштом доставляла до батьківщини перев'язувальні пакети для польових шпиталів.
Влітку 1853 року відвідала Росію, зустрічалася з митрополитом. З листопада 1855 по червень 1856 року востаннє перебувала в Росії, де з пошаною була зустрінута родиною та народом. Мала намір там і залишитися після конфлікту з сином, однак не реалізувала його. У 1864 році приймала в Сустдейку небожа, імператора Олександра II.
В останні роки почувалась досить самотньо. Відносини з сином-королем були напруженими. Анна вважала, що він має поганий смак та проводить життя в розпусті. Їй належить фраза: «На щастя, він є правителем конституційної монархії». Відносини з невісткою Софією також були поганими. Стосунки з молодшими дітьми були теплими, однак ті мешкали за кордоном. На додачу, їй була важко відмовитися від першого становища при дворі, оскільки в Росії імператриця-матір продовжувала залишатись у центрі уваги і після смерті чоловіка.

Маєток Рустенбург

У лютому 1865 року серйозно захворіла. Її доглядали донька Софія й невістки Амалія та Софія. Померла о 16.38 1 березня 1865 року в палаці Байтенруст в Гаазі. Її тіло було виставлено у руській православній каплиці маєтку Рустенбург і не бальзамувалося. Похоронна служба, на якій були присутніми її молодші діти, відбулася 17 березня. Після цього труну перенесли до Делфту, де поховали у новій крипті Нової церкви. Скорбота в Нідерландах з приводу її кончини була глибокою та повсюдною, у багатьох містах жителі добровільно носили траур. До 1877 року в каплиці Рустенбурга щорічно справлялася панихида по королеві.
Її активи в 1,5 мільйона гульденів були поділені між трьома її дітьми. Старший син Віллем також отримав всі коштовності. Донька успадкувала маєтки Рустенбург, Зоргвітт та Байтенруст. Син Генрік отримав цінні папери, палац Сустдейк та будинок Петра I. Священник та церковний хор перейшли під керівництво посольства Росії. Православні каплиці в палацах після смерті Анни були розібрані. Іконостаси та церковне срібло перенесені до Російської православної церкви святої Марії Магдалини в Гаазі, де використовуються під час богослужіннь дотепер.
У 1995 році в Павловську відкрилася виставка, присвячена королеві Нідерландів. На відкритті був присутнім генеральний консул Нідерландів в Петербурзі В. Вілдетур. Експонувалися більше 30 витворів мистецтва —живопис, графіка, мініатюра, книги, меблі тієї епохи.
У 2016 році королева Нідерландів Максима, дружина прапрапраонука Анни, Віллема-Олександра, відкрила велику виставку «Яскрава королева» в музеї палацу Гет-Лоо в Апелдорні, присвячену 200-річчю з дня укладення шлюбу між Анною Романовою та Віллемом Оранським.

## Родина

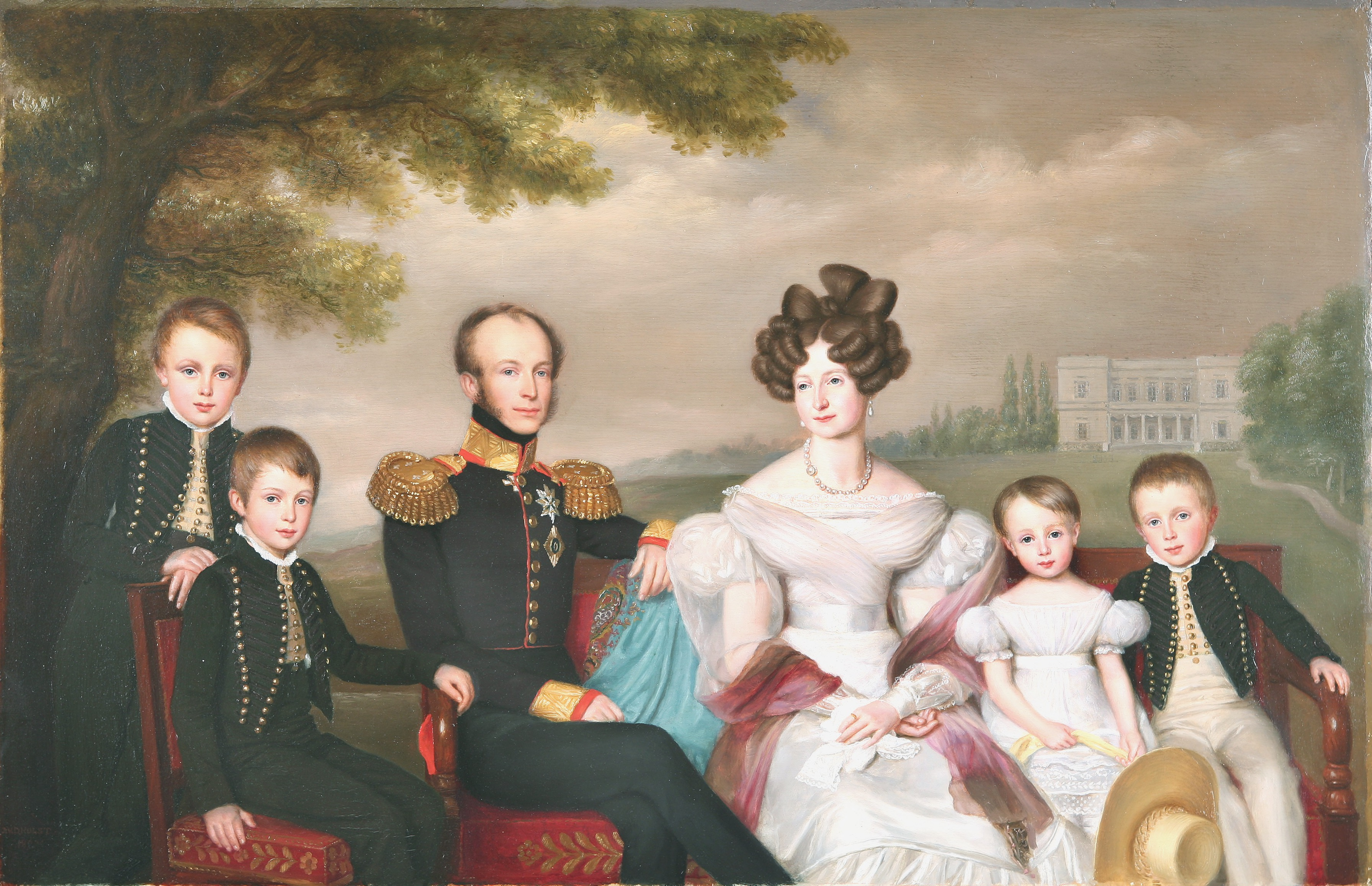
Анна у колі родини на картині Я. Б. ван дер Хальста, 1832

Чоловік —  Віллем II, король Нідерландів
Діти:
- Віллем (1817—1890) — наступний король Нідерландів та великий герцог Люксембургу у 1849—1890 роках, був одруженим із вюртемберзькою принцесою Софією, а після її смерті — з принцесою Еммою Вальдек-Пірмонтською, мав четверо дітей від обох шлюбів;
- Александр (1818—1848) — генерал-лейтенант нідерландської армії, помер молодим від сухот, існували проекти щодо його шлюбу з британською принцесою Вікторією та іспанською інфантою Ізабеллою, одруженим не був, дітей не мав;
- Генрік (1820—1879) — лейтенант-адмірал нідерландського флоту, губернатор Люксембургу у 1850—1879 роках, був одружений із принцесою Амалією Саксен-Веймар-Айзенахською, а після її смерті — з прусською принцесою Марією, дітей не мав;
- Ернст Казимір (21 травня—22 жовтня 1822) — прожив 5 місяців;
- Софія (1824—1897) — дружина великого герцога Саксен-Веймар-Айзенаху Карла Александра, мала четверо дітей.

## Нагороди
- Великий хрест ордену Святої Катерини (Російська імперія) (25 січня 1795).
- Орден королеви Марії Луїзи № 343 (Іспанія) (1 лютого 1842).

## Вшанування
- У 1835 році на честь принцеси Оранської німецькі ботаніки Йозеф Герхард Цуккаріні та Філіпп Франц фон Зібольд назвали рід рослин Павловнія, які походять переважно зі Східної Азії.
- У 1846 році іменем королеви було названо муніципалітет Анна Павловна у Північній Голландії.
- Її ім'я отримали кілька вулиць у різних містах Нідерландів та площа в Гаазі.
- У 1985 році на честь Анни назвали змагання з тріатлону.[26]
- У 1999 році в Гаазі королеві було відкрито пам'ятник.

## В літературі
- Є дійовою особою роману Льва Толстого «Війна і мир».[27]

## Титули
- 18 січня 1795—21 лютого 1816 — Її Імператорська Високість Велика Княжна Анна Павлівна;
- 21 лютого 1816—7 жовтня 1840 — Її Імператорська та Королівська Високість Принцеса Оранська;
- 7 жовтня 1840—7 березня 1849 — Її Величність Королева Нідерландів, Велика Герцогиня Люксембургу, Герцогиня Лімбургу;
- 7 березня 1849—1 березня 1865 — Її Величність Королева-Вдова Нідерландів, Велика Герцогиня-Вдова Люксембургу, Герцогиня-Вдова Лімбургу.